# 専門学校日本鉄道&スポーツビジネスカレッジ
専門学校日本鉄道&スポーツビジネスカレッジ（せんもんがっこうにほんてつどうあんどすぽーつびじねすかれっじ）は、1990年に開校した東京都杉並区高円寺にある専修学校。運営主体は学校法人立志舎。
2020年4月1日、専門学校日本スクールオブビジネスより現校名に改称。

## 基礎データ

### 所在地
- 東京都杉並区高円寺南5-32-10

### アクセス
- JR高円寺駅北口より徒歩5分

## 沿革
- 1990年 - 設置認可。専門学校スクールオブビジネスとして開校
- 2008年 - ペットビジネス学科を日本動物専門学校（新設認可）へ移行
- 2020年 - 校名を専門学校日本鉄道＆スポーツビジネスカレッジへ変更

## 学科・コース
- すべて2年制、2025年5月現在設置されている学科・コース

### 鉄道・観光学科
- 鉄道コース
- 観光・トラベルコース

## 学生生活

### 年間行事
2020年現在（変更になる場合あり）
- 4月

入学式
新入生就職セミナー
- 5月

球技大会
沖縄ゼミ旅行（ビジネス総合学科の希望者のみ参加）
- 7月

海外スポーツ研修（スポーツ学科の希望者のみ参加）
海外添乗研修（鉄道・トラベル学科の希望者のみ参加）
- 10月

総合体育祭
硬式野球選手権大会関東予選
- 11月

高円寺祭（学園祭）
BEST COLLEGES硬式野球選手権全国大会
- 1月

スノーボード＆スキーツアー（希望者のみ参加）
スキー＆スノーボード実習（スポーツ学科の学生が参加）
合格祝賀会
学内就職セミナー
- 2月

ヨーロッパ卒業旅行（全学科の希望者のみ参加）
就職出陣式
- 3月

卒業式・卒業パーティー

## 著名な出身者
- 永野（お笑い芸人）